# Улица Вайму
Улица Ва́йму (эст. Vaimu tänav, улица Духов) — короткая (96 метров) улица в историческом районе Старый город Таллина (Эстония), соединяет улицы Пикк и Лай.

## История
В немецких источниках XVII века улица указана как Spukgasse/Spukstrasse (улица привидений).
Указанием губернатора Эстляндии князя Шаховского было предложено вывесить таблички с названием улиц на «трёх местных языках» (эстонском, немецком и русском). 3 февраля 1872 года магистрат утвердил немецкое название, в этой связи на русском языке было предложено название «Шпуковская». Шаховской предложил свой вариант — «Нечистая улица». Это не устроило магистрат и домовладельцев, так как такое название могло быть истолковано, как грязная улица. Улицу поименовали Страшной.
В советское время, в 1950 году, название улицы было изменено на Вана (старая). Название Вайму возвращено в 1987 году.
В прессе обсуждался вопрос о красном фонаре, подвешенном над входом в дом.

## Застройка улицы
Значительное место на улице занимают дома, приписанные к соседним улицам Лай и Пикк.
Дом 3/34 — перестроен известным финским архитектором Карлом Энгелем из средневековых зданий в 1809—1811 годах.